# Cambodja Open
Het Cambodja Open is een golftoernooi van de Aziatische PGA Tour. Het prijzengeld is US$ 300.000. De voornaamste sponsor is Johnnie Walker.

## Winnaars
| Jaar                          | Baan                          | Winnaar                       |
| Johnnie Walker Cambodian Open | Johnnie Walker Cambodian Open | Johnnie Walker Cambodian Open |
| ----------------------------- | ----------------------------- | ----------------------------- |
| 2007                          | Phokeethra Country Club       | Bryan Saltus                  |
| 2008                          | Phokeethra Country Club       | Thongchai Jaidee              |
| 2009                          | Phokeethra Country Club       | Marcus Both                   |
| 2010                          | Phokeethra Country Club       | Thongchai Jaidee              |